# Providencia (Santa Fe)
Providencia es una comuna argentina ubicada en el departamento Las Colonias, provincia de Santa Fe. Se encuentra a 100 km al noroeste de la capital provincial y a 70 km al norte de la ciudad de Esperanza, cabecera del departamento Las Colonias. Su altura sobre el nivel del mar es de 46m en la zona urbana.

## Límites
Los límites jurisdiccionales del distrito son los siguientes:
-al norte: límite sur de Colonia Ituzaingó
-al este: arroyo Cululú
-al sur: límites norte de las localidades de Progreso, Hipátia y Sarmiento.
-al oeste: ruta provincial número 10 y el límite este de la localidad de Soutomayor

## Superficie comprendida
Este distrito comprende una superficie de 20100ha, de las cuales 108ha pertenecen a la extensión de la zona urbana.
4998ha están destinadas a la ganadería, 2998ha a la producción de forrajes.
2000ha representan campo natural que en muchos casos es destinado a pastoreo y 9996ha comprenden la superficie utilizada para agricultura.
Los diferentes lotes se encuentran comunicados por una red de caminos rurales, cuya extensión es de 296km.

## Población
Cuenta con 902 habitantes (Indec, 2022), lo que representa un aumento frente a los 899 habitantes (Indec, 2010) del censo anterior.
| Gráfica de evolución demográfica de Providencia entre 1991 y 2022 |
|                                                                   |
| Fuente: Censos nacionales del INDEC                               |

## Clima
Presenta un clima con características subhúmedas y templadas, con poca o ninguna deficiencia de agua, ya que el valor promedio de precipitaciones es de 1000mm anuales. Sin embargo pueden darse valores extremos de 500mm o 1200mm.
La temperatura media anual oscila entre 17 y 19 °C.

## Relieve
El distrito se ubica en la zona geomorfológica denominada “Pampa llana Santafesina” y presenta un relieve llano que puede tener suaves lomadas.

## Flora y fauna
La flora de la región ha sido modificada produciendo la difusión de algunas especies y la desaparición de otras. Originalmente su flora era la de la ecorregión denominada “El Espinal”, la cual se mantiene en algunos sectores, como en las cañadas aledañas a los cursos de agua, en las cuales predomina una vegetación arbórea, mayormente con chañares y algarrobos.

## Parroquias de la Iglesia católica en Providencia
| Arquidiócesis | Santa Fe de la Vera Cruz      |
| ------------- | ----------------------------- |
| Parroquia     | Nuestra Señora de los Dolores |